# Surferosa
Surferosa es una banda de rock originaria de Noruega, conocida por sus vestimentas extravagantes y su música pop electrificada. El estilo musical de la banda es principalmente rock, con influencias new wave, punk y dance. En la mayor parte de sus canciones, la banda utiliza sintetizadores. La banda a menudo es comparada con otras bandas como Blondie.
Surferosa se hizo popular en Noruega luego de ganar un tour y una grabación con un estudio en un concurso de bandas llamado So What. La banda recibió muchas críticas positivas. La banda ha hecho viajes en Asia, América, el Reino Unido y Escandinavia. La banda creó la banda sonora de la película Bae Bear. Más tarde, la banda creó la canción "Royal Uniform" de su álbum The Force, que fue usada como parte de la banda sonora del videojuego FIFA 07, realizado por Electronic Arts. La canción también fue usada como pista descargable en el juego para PlayStation 3, SingStar. La canción "Scandinavian Decay", no fue lanzada como sencillo, sin embargo, fue usada en el juego Sims 2.
El nombre Surferosa proviene del álbum Surfer Rosa de la banda Pixies.

## Discografía

### Álbumes de estudio
- This is Norway (abril de 2002)
- Shanghai My Heart (marzo de 2003)
- The Force (septiembre de 2005)
- The Beat On The Street (abril de 2008)

### EP
- To Russia with Love (EP) (2002)
- Neon Kommando (EP) (2002)
- Neon Commando (EP) (octubre de 2003)

- Datos: Q2731747
- Multimedia: Surferosa / Q2731747